# Klasifikacija intrakranijalnih tumora
Klasifikacija intrakranijalnih tumora je razvrstavanje novotvorevina u intrakranijumu ili lobanjskoj duplji koje se razvijaju na nervnom tkivu i krvnim sudovima mozga, meningeama, intrakranijalnim delovima moždanih živaca, embrionalnim defektima, hipofizi, epifizi i unutrašnjoj površini kranijuma, u skladu sa preporukama Svetske zdravstvene organizacije iz 2000. i njene poslednje klasifikacije iz 2007.
Prema klasifikacije SZO iz 2007 intrakranijalni tumori grupisani su prema biološkom potencijalu, u četiri stepena (od I do IV), što predstavlja polaznu tačku na skali njihove agresivnosti (malignosti). Tumori niskog stepena imaju bolju prognozu, te se prvi stepen odnosi na tumore sa stabilnom histološkom slikom, bez očekivane progresivne transformacije. U skladu sa četiri ključna histološka obeležja, zloćudne  tumore centralnog nervnog sistema sa visokim biološkim potencijalom karakteriše visoka celularnost, mitotička aktivnost ćelija, endotelna proliferacija i nekroza, sa postavljanjem  dijagnoze na osnovu najzloćudnijeg područja unutar tumora
. 
Klasifikacija SZO zasniva se na pretpostavci da svaki tip tumora postaje abnormalan rastom specifičnog tipa ćelija, te su zato definisane dve osnovne grupe tumora, neuroepitelijalni tumori i tumori koji su poreklom iz drugih vrsta ćelija.
| Tumori neuroepitelijalnog tkiva                            | Grupe i podgrupe |
| ---------------------------------------------------------- | --- |
| Astrocitni tumori                                          | - Pilocitični astrocitom - (Pilomiksoidni astrocitom) - Subependimalni gigantocelularni astrocitom - Pleomorfni ksantoastrocitom - Difuzni astrocitom - (Fibrilarni, Protoplazmički, Gemistocitični) - Anaplastični astrocitom - Glioblastom - (Gigantocelularni glioblastom, Gliosarkom) |
| Oligodendroglijalni tumori (ICD-O 9431/1, WHO grade I)     | - Oligodendrogliom - Anaplastični oligodendrogliom |
| Oligoastrocitni tumori                                     | - Oligoastrocitom - Anaplastični oligoastrocitom |
| Ependimalni tumori                                         | - Subependimom - Miksopapilarni ependimom - Ependimom - (Celularni, Papilarni, Svetlih ćelija (Clear cell). Tanicitični) - Anaplastični ependimom |
| Tumori horoidnog pleksusa (ICD-O 9390/1, WHO grade II)     | - Papilom horoidnog pleksusa - Atipični papilom koroidnog pleksusa - Karcinom koroidnog pleksusa |
| Drugi neuroepitelijalni tumori                             | - Astroblastom - Kordoidni gliom treće komore - Angiocentrični gliom |
| Neuronalni i mešani neuronalni - glijalni tumori           | - Displastični gangliocitom malog mozga (Lhermitte-Duclos) - Dezmoplastični infantilni astrocitom/gangliogliom - Disembrioplastični neuroepitelijalni tumor - Gangliocitom - Gangliogliom - Anaplastični gangliogliom - Papilarni glioneuronalni tumor - Glioneuronalni tumor četvrte komore sa formiranjem rozeta - Centralni neurocitom - Ekstraventrikularni neurocitom - Cerebelarni liponeurocitom - Paragangliom filuma terminale |
| Tumori pinealnog područja (ICD-O 9395/3, WHO grade II/III) | - Pineocitom - Pinealni parenhimski tumor intermedijarne diferencijacije - Pineoblastom - Papilarni tumor pinealnog područja |
| Embrionalni tumori                                         | - Meduloblastom - (Dezmoplastični/nodularni, Meduloblastom sa opsežnom nodularnošću, Anaplastični meduloblastom, Meduloblastom velikih ćelija) - Primitivni neuroektodermalni tumori centralnog nervnog sistema - (PNET), ( PNET CNS, Neuroblastom CNS, Ganglioneuroblastom CNS, Meduloepiteliom, Ependimoblastom) - Atipični teratoidni/rabdoidni tumor                                                                                |

| Tumori moždanih ovojnica                   | Grupe i podgrupe |
| ------------------------------------------ | --- |
| Tumori meningotelijalnih ćelija            | - Meningeom (Meningotelijalni, Fibrozni (fibroblastični), Tranzicijski (mešani), Psamomatozni, Angiomatozni, Mikrocistični, Sekretorni, Meningeom bogat limfoplazmocitima, Metaplastični, Kordoidni. Meningeom svetlih ćelija, Atipični, Papilarni, Rabdoidni, Anaplastični (zloćudni))                                                                         |
| Mezenhimalni tumori                        | - Lipom - Angiolipom - Hibernom - Liposarkom (intrakranijski) - Solitarni fibrozni tumor - Fibrosarkom - Zloćudni fibrozni histiocitom - Leiomiom - Leiomiosarkom - Rabdomiom - Rabdomiosarkom - Hondrom - Hondrosarkom - Osteom - Osteosarkom - Osteohondrom - Hemangiom - Epiteloidni hemangioendoteliom - Hemangiopericitom - Angiosarkom - Kapošijev sarkom |
| Primarne melanocitne lezije                | - Difuzna melanocitoza - Melanocitom - Zloćudni melanom - Meningealna melanomatoza |
| Druge neoplazme vezane za moždane ovojnice | - Hemangioblastom |

| Ostali tumori                             | Grupe i podgrupe |
| ----------------------------------------- | --- |
| Tumori kranijalnih i paraspinalnih živaca | - Schwannom (Celularni, Pleksiformni, Melanotični) - Neurofibrom (Pleksiformni) - Perineuriom (Intraneuralni perineuriom, Perineuriom mekih tkiva) - Zloćudni tumor perifernih nervnih ćelija (Epiteloid, Zloćudni tumor perifernih nervnih ćelija sa divergentnom mezenhimalnom i/ili epitelijelnom diferencijacijom, Melanotični) |
| Limfomi i hematopoetske neoplazme         | - Limfom - Plazmocitom - Granulocitni sarkom |
| Tumori embrionalnih ćelija                | - Germinom - Embrionalni karcinom - Tumor žumanjčane vreće - Koriokarcinom - Teratom (zreli ili nezreli teratom sa zloćudnom transformacijom) - Mešani embrionalnih ćelija |
| Tumori selarnog područja                  | - Kraniofaringeom (Adamantinomatozni, Papilarni) - Tumor granularnih ćelija - Pituicitom - Onkocitom vretenastih ćelija adenohipofize |
| Metastatski tumori                        | - Plućnog krila - Dojki - Melanoma kože - Bubrega - Debelog creva |

## Spoljašnje veze
- AFIP Course Syllabus - Astrocytoma WHO Grading Lecture Handout (jezik: engleski)

|  | Molimo Vas, obratite pažnju na važno upozorenje u vezi sa temama iz oblasti medicine (zdravlja). |